# کورسی
کورسی (به فرانسوی: Corcy) یک کمون (فرانسه) در فرانسه است که در ان (ا-دو-فرانس) واقع شده‌است. کورسی ۷٫۲۵ کیلومتر مربع مساحت دارد ۸۲ متر بالاتر از سطح دریا واقع شده‌است.